# NGC 47
Az NGC 47 egy spirálgalaxis a Cetus (Cet) csillagképben.

## Felfedezése
Az NGC 47 galaxist először Ernst Wilhelm Leberecht Tempel fedezte fel 1886-ban és katalogizálta NGC 47 néven, majd 1886. október 21-én Lewis A. Swift is fel vélte fedezni, de ő NGC 58 néven katalogizálta.

## Tudományos adatok
A galaxis 5700 km/s sebességgel távolodik tőlünk.